# Pornographie homosexuelle
Pour des articles plus généraux, voir Pornographie et Homosexualité.
 (octobre 2024).

## Pornographie gay
La pornographie gay consiste en la représentation d'actes sexuels entre hommes uniquement, dans le but d'exciter sexuellement. La pornographie homosexuelle désigne aussi bien la représentation de relations lesbiennes qu'entre hommes, le terme de « pornographie gay » désigne majoritairement les représentations de l'homosexualité masculine, destinées principalement à un public d'hommes homosexuels ou bisexuels. 
En général, la pornographie a reflété l'hétérosexualité de la culture dominante ; par contre, les représentations homosexuelles ont une longue histoire qui remonte jusqu'à l'Antiquité grecque, voire la préhistoire. Divers médias ont été utilisés pour représenter la sexualité entre hommes, quoique de nos jours l'industrie du porno gay se concentre majoritairement sur la création de vidéos. 
Avec l'apparition du sida, la vidéo pornographique gay a subi d'importantes modifications dues surtout au port du préservatif.

## Pornographie lesbienne
La pornographie lesbienne consiste en la représentation d'actes sexuels entre femmes uniquement, dans le but d'exciter sexuellement.